# Atractus melanogaster
Atractus melanogaster este o specie de șerpi din genul Atractus, familia Colubridae, descrisă de Werner 1916. Conform Catalogue of Life specia Atractus melanogaster nu are subspecii cunoscute.